# André Silva (labdarúgó, 2000)
André Silva, született André Filipe Teixeira da Silva (Gondomar, 2000. április 28. – Cernadilla, Zamora, 2025. július 3.) portugál labdarúgó, támadó középpályás, szélső.
Több utánpótláscsapatban megfordult, köztük a Portóban is. Profi pályafutását 2021-ben kezdte a portugál negyedosztályú Gondomar gárdájánál, ahol két szezont töltött, illetve ezt követően a portugál másodosztályú Penafiel játékosa volt.
2025 júliusában őt és testvérét, Diogo Jotát halálos közúti baleset érte a spanyolországi Cernadillában.

## Pályafutása
A Porto kerületben található Gondomarban született, és a helyi Gondomar SC csapatában kezdte pályafutását, mielőtt 2011-ben csatlakozott a Porto utánpótlásához. A Padroense ifjúsági gárdájában is szerepelt, ahol csapattársa volt Fábio Vieira és Vitinha. Fiatal éveit a Paços de Ferreirában, a Famalicãóban és a Boavistában fejezte be.
2021-ben visszatért Gondomarba, itt két évet töltött a portugál negyedosztályban, és pályára lépett a portugál kupasorozatban is. A 2022–2023-as idény során 26 meccsen kilencszer volt eredményes.
2023. július 1-jén három évre írt alá a Penafiel csapatához. Augusztus 13-án debütált a portugál másodosztályban, amikor 3–0-s győzelmet arattak a Leixões ellen.
2025. február 21-én a mérkőzés legjobbjának választották a Portimonense ellen az Április 25. Városi Stadionban, amely során ő szerezte meg a vezetést az ötödik percben, majd Kobajasi Júki öngóljával alakult ki a 3–0-s végeredmény; Silva ebben az akcióban is szerepet játszott. Hélder vezetőedző irányítása alatt rendszeresen kezdő volt, és a két év alatt összesen 62 mérkőzésen lépett pályára, amelyeken hét gólt és három gólpasszt jegyzett. A 2024–2025-ös szezonban csapata sokáig vezette a tabellát, de az idény második felében teljesítményük visszaesett.

## Magánélete
Testvére, Diogo Jota portugál válogatott labdarúgó volt, és a Liverpool játékosaként megnyerte a Premier League-et a 2024–2025-ös idényben. Mindketten a Gondomar csapatában kezdték pályafutásukat, és utánpótlás szinten a Paços de Ferreiránál is megfordultak. Amikor Silva 2016-ban kölcsönben a Porto első csapatához került, Jota még a klub utánpótlásában játszott.
Silva a labdarúgás mellett üzleti menedzsmentet tanult egyetemi szinten, és közösen céget is alapított a testvérével. Nem sokkal a halála előtt szerezte meg diplomáját.

## Halála
2025. július 3-án 25 éves korában hunyt el bátyjával, a 28 éves Diogo Jotával együtt egy autóbalesetben a spanyolországi Cernadillában, az A-52-es autópályán. A hírek szerint a Lamborghinijük egy másik autó előzése közben defektet kapott, lesodródott az útról, majd kigyulladt. A spanyol mentőszolgálatok megerősítették, hogy mindketten a helyszínen életüket vesztették. A spanyol polgárőrség közleménye szerint minden eddigi bizonyíték arra utal, hogy Diogo vezette a járművet a baleset idején, és az autó jelentősen túllépte az adott útszakaszra megengedett sebességhatárt. A szakértői jelentés még készül, és a pueblai bíróságnak fogják benyújtani.
Silva edzője a Penafielnél, Hélder, így emlékezett meg róla: „Gyorsaságot és egyéniséget hozott a játékba”, valamint hozzátette, hogy a klub inkább a testvérpár családjára gondol, mintsem a labdarúgásra.
Július 5-én tartották Silva és Jota temetését a gondomari plébániatemplomban, ahol több száz rokon, barát és ismerős gyűlt össze. A gyászmisét Manuel Linda portói püspök celebrálta. Virgil van Dijk egy Jotának szánt virágkoszorút vitt, míg csapattársa, Andrew Robertson egy hasonlót vitt Silvának. A testvérek koporsóit körmenetben kísérték a templom melletti temetőbe, ahol végső nyugalomra helyezték őket.

## Fordítás
Ez a szócikk részben vagy egészben  az   André Silva (footballer, born 2000) című angol Wikipédia-szócikk ezen változatának fordításán alapul.  Az eredeti cikk szerkesztőit annak laptörténete sorolja fel. Ez a jelzés csupán a megfogalmazás eredetét és a szerzői jogokat jelzi, nem szolgál a cikkben szereplő információk forrásmegjelöléseként.